# Comunidad Económica Africana

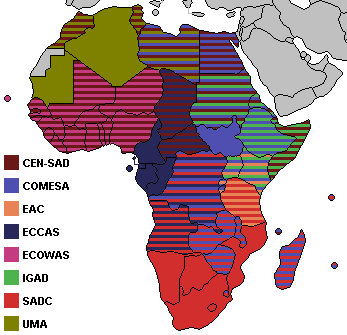
Comunidades Económicas Regionales de África

La Comunidad Económica Africana (CEA), o Tratado de Abuya, fue creada producto de un acuerdo de integración regional económica firmado por varias naciones africanas el año 1991, bajo el alero de la Organización para la Unidad Africana (OUA). Posteriormente, el año 2002, fue reemplazada por la organización Unión Africana, actualmente en vigor.

## Antecedentes
Con el propósito de alcanzar la integración y el desarrollo regional, en 1963 se formó la Organización para la Unidad Africana (OUA), con 30 de los 32 estados independientes de la época. En 1980, la OUA formuló el Plan de Acción de Lagos, cuyos compromisos se concretaron posteriormente con la firma en 1991 del Tratado de Abuya, el que establecía la formación de la Comunidad Económica Africana (CEA). La organización se conoce oficialmente como OUA/AEC por sus siglas en inglés: Organization of African Unity/African Economic Community. Asimismo, la Comunidad Económica Africana suele nombrarse comúnmente como "Tratado de Abuya" (en inglés: Abuja Treaty o Abuja AEC Treaty).

## Objetivos
El Tratado de Abuya enuncia los siguientes objetivos fundamentales:
- Promover la integración de los estados africanos y el desarrollo económico, social y cultural, con el fin de incrementar la autonomía económica e impulsar un desarrollo endógeno y autosustentable.
- Establecer a escala continental un marco para el desarrollo, movilización y utilización de los recursos materiales y humanos de África para alcanzar un desarrollo autónomo.
- Promover la cooperación en todos los campos del desarrollo humano para elevar la calidad de vida de la población africana, y mantener y mejorar la estabilidad económica, fomentar el acercamiento y relaciones pacíficas entre los Estados miembros, y contribuir al progreso, desarrollo e integración económica del continente.
- Coordinar y armonizar políticas entre las comunidades económicas existentes y futuras en apoyo a la gradual formación de la Comunidad.

## Estructura
La Comunidad Económica Africana agrupa ocho bloques comerciales regionales denominados Comunidades Económicas Regionales (CER, o RECs, por su sigla en inglés, Regional Economic Communities), los que se mantienen hasta la fecha:
| Comunidad Económica Regional                                            | Fundación              | Sede                 | Tipo                        | Miembros | Subgrupos    |
| ----------------------------------------------------------------------- | ---------------------- | -------------------- | --------------------------- | -------- | ------------ |
| Comunidad Africana Oriental (CAO/EAC)                                   | 7 de julio de 2000     | Arusha ( Tanzania)   | Unión aduanera              | 7        | Ninguno      |
| Comunidad Africana Oriental (CAO/EAC)                                   | Estados miembros       |                      |                             |          |              |
| Comunidad de los Estados Sahel-saharianos (CEN-SAD)                     | 4 de febrero de 1998   | Trípoli ( Libia)     | Bloque económico            | 29       | Ninguno      |
| Comunidad de los Estados Sahel-saharianos (CEN-SAD)                     | Estados miembros       |                      |                             |          |              |
| Comunidad Económica de los Estados de África Occidental (CEDEAO/ECOWAS) | 28 de mayo de 1975     | Abuya ( Nigeria)     | Bloque económico y político | 15       | UEMOA y ZMAO |
| Comunidad Económica de los Estados de África Occidental (CEDEAO/ECOWAS) | Estados miembros       |                      |                             |          |              |
| Comunidad Económica de los Estados de África Central (CEEAC/ECCAS)      | 18 de octubre de 1983  | Libreville ( Gabón)  | Bloque económico            | 11       | CEMAC        |
| Comunidad Económica de los Estados de África Central (CEEAC/ECCAS)      | Estados miembros       |                      |                             |          |              |
| Mercado Común de África Oriental y Austral (COMESA)                     | 8 de diciembre de 1994 | Lusaka ( Zambia)     | Bloque económico            | 21       |              |
| Mercado Común de África Oriental y Austral (COMESA)                     | Estados miembros       |                      |                             |          |              |
| Autoridad Intergubernamental sobre el Desarrollo (IGAD)                 | enero de 1986          | Yibuti ( Yibuti)     | Bloque económico            | 8        |              |
| Autoridad Intergubernamental sobre el Desarrollo (IGAD)                 | Estados miembros       |                      |                             |          |              |
| Comunidad de Desarrollo de África Austral (SADC)                        | 1 de abril de 1980     | Gaborone ( Botsuana) | Bloque económico y político | 16       | SACU         |
| Comunidad de Desarrollo de África Austral (SADC)                        | Estados miembros       |                      |                             |          |              |
| Unión del Magreb Árabe (UMA)                                            | 17 de febrero de 1989  | Rabat ( Marruecos)   | Bloque económico y político | 5        |              |
| Unión del Magreb Árabe (UMA)                                            | Estados miembros       |                      |                             |          |              |

### Otros bloques
| Bloque                                                         | Fundación | Integrantes | Miembros                                             |
| -------------------------------------------------------------- | --------- | ----------- | ---------------------------------------------------- |
| Gran Área Árabe de Libre Comercio (GAFTA)                      | 2005      | 6           | Egipto, Marruecos, Túnez, Mauritania, Sudán, Libia.  |
| Comunidad Económica de los Países de los Grandes Lagos (CEPGL) | 1976      | 3           | Burundi, República Democrática del Congo, Ruanda.    |
| Comisión del Océano (COI)                                      | 1984      | 4           | Comoras, Madagascar, Mauricio, Seychelles.           |
| Autoridad de Liptako-Gourma (ALG)                              | 1970      | 3           | Burkina Faso, Mali, Níger, Mauritania, Sudán, Libia. |
| Unión del Río Mano (MRU)                                       | 1973      | 4           | Liberia, Sierra Leona, Guinea, Costa de Marfil.      |

### Estados integrados por bloques
Los fundadores de cada grupo figuran en negrita. Los subgrupos figuran entre paréntesis.
| Por territorios                 | Por territorios | Por territorios | Por territorios | Por territorios | Por territorios | Por territorios | Por territorios | Por territorios | Por territorios | Por territorios | Por territorios | Por territorios |
| País                            | Moneda          | Grupo           | Grupo           | Grupo           | Grupo           | Grupo           | Grupo           | Grupo           | Grupo           |                 |                 |                 |
| País                            | Moneda          | CAO             | CEN-SAD         | CEDEAO          | CEEAC           | COMESA          | IGAD            | SADC            | UMA             |                 |                 |                 |
| ------------------------------- | --------------- | --------------- | --------------- | --------------- | --------------- | --------------- | --------------- | --------------- | --------------- | --------------- | --------------- | --------------- |
| África septentrional            |                 |                 |                 |                 |                 |                 |                 |                 |                 |                 |                 |                 |
| Argelia                         | DZD             |                 |                 |                 |                 |                 |                 |                 | 1989            |                 |                 |                 |
| Egipto                          | EGP             |                 | 2001            |                 |                 | 1999            |                 |                 |                 |                 |                 |                 |
| Libia                           | LYD             |                 | 1998            |                 |                 | 2006            |                 |                 | 1989            |                 |                 |                 |
| Marruecos                       | MAD             |                 | 2001            |                 |                 |                 |                 |                 | 1989            |                 |                 |                 |
| Túnez                           | TND             |                 | 2001            |                 |                 | 2018            |                 |                 | 1989            |                 |                 |                 |
| Sudán                           | SDG             |                 | 1998            |                 |                 | 1994            | 1986            |                 |                 |                 |                 |                 |
| África occidental               |                 |                 |                 |                 |                 |                 |                 |                 |                 |                 |                 |                 |
| País                            | Moneda          | Grupo           | Grupo           | Grupo           | Grupo           | Grupo           | Grupo           | Grupo           | Grupo           |                 |                 |                 |
| País                            | Moneda          | CAO             | CEN-SAD         | CEDEAO          | CEEAC           | COMESA          | IGAD            | SADC            | UMA             |                 |                 |                 |
| Benín                           | XOF             |                 | 2002            | 1975 (UEMOA)    |                 |                 |                 |                 |                 |                 |                 |                 |
| Burkina Faso                    | XOF             |                 | 1998            | 1975 (UEMOA)    |                 |                 |                 |                 |                 |                 |                 |                 |
| Cabo Verde                      | CVE             |                 |                 | 1976            |                 |                 |                 |                 |                 |                 |                 |                 |
| Costa de Marfil                 | XOF             |                 | 2004            | 1975 (UEMOA)    |                 |                 |                 |                 |                 |                 |                 |                 |
| Gambia                          | GMD             |                 | 2000            | 1975 (ZMAO)     |                 |                 |                 |                 |                 |                 |                 |                 |
| Ghana                           | GHS             |                 | 2005            | 1975 (ZMAO)     |                 |                 |                 |                 |                 |                 |                 |                 |
| Guinea                          | GNF             |                 | 2007            | 1975 (ZMAO)     |                 |                 |                 |                 |                 |                 |                 |                 |
| Guinea-Bisáu                    | XOF             |                 | 2004            | 1975 (UEMOA)    |                 |                 |                 |                 |                 |                 |                 |                 |
| Liberia                         | LRD             |                 | 2004            | 1975 (ZMAO)     |                 |                 |                 |                 |                 |                 |                 |                 |
| Mali                            | XOF             |                 | 1998            | 1975 (UEMOA)    |                 |                 |                 |                 |                 |                 |                 |                 |
| Mauritania                      | XOF             |                 | 2008            |                 |                 |                 |                 |                 | 1989            |                 |                 |                 |
| Níger                           | XOF             |                 | 1998            | 1975 (UEMOA)    |                 |                 |                 |                 |                 |                 |                 |                 |
| Nigeria                         | NGN             |                 | 2001            | 1975 (ZMAO)     |                 |                 |                 |                 |                 |                 |                 |                 |
| Senegal                         | XOF             |                 | 2000            | 1975 (UEMOA)    |                 |                 |                 |                 |                 |                 |                 |                 |
| Sierra Leona                    | SLL             |                 | 2005            | 1975 (ZMAO)     |                 |                 |                 |                 |                 |                 |                 |                 |
| Togo                            | XOF             |                 | 2002            | 1975 (UEMOA)    |                 |                 |                 |                 |                 |                 |                 |                 |
| África central                  |                 |                 |                 |                 |                 |                 |                 |                 |                 |                 |                 |                 |
| País                            | Moneda          | Grupo           | Grupo           | Grupo           | Grupo           | Grupo           | Grupo           | Grupo           | Grupo           |                 |                 |                 |
| País                            | Moneda          | CAO             | CEN-SAD         | CEDEAO          | CEEAC           | COMESA          | IGAD            | SADC            | UMA             |                 |                 |                 |
| Angola                          | AOA             |                 |                 |                 | 1999            |                 |                 | 1980            |                 |                 |                 |                 |
| Camerún                         | XAF             |                 |                 |                 | 1985 (CEMAC)    |                 |                 |                 |                 |                 |                 |                 |
| Chad                            | XAF             |                 | 1998            |                 | 1985 (CEMAC)    |                 |                 |                 |                 |                 |                 |                 |
| Gabón                           | XAF             |                 |                 |                 | 1985 (CEMAC)    |                 |                 |                 |                 |                 |                 |                 |
| Guinea Ecuatorial               | XAF             |                 |                 |                 | 1985 (CEMAC)    |                 |                 |                 |                 |                 |                 |                 |
| República Centroafricana        | XAF             |                 | 1999            |                 | 1985 (CEMAC)    |                 |                 |                 |                 |                 |                 |                 |
| República del Congo             | XAF             |                 |                 |                 | 1985 (CEMAC)    |                 |                 |                 |                 |                 |                 |                 |
| República Democrática del Congo | CDF             | 2022            |                 |                 | 1985            | 1994            |                 | 1997            |                 |                 |                 |                 |
| Santo Tomé y Príncipe           | STN             |                 | 2008            |                 | 1985            |                 |                 |                 |                 |                 |                 |                 |
| África oriental                 |                 |                 |                 |                 |                 |                 |                 |                 |                 |                 |                 |                 |
| País                            | Moneda          | Grupo           | Grupo           | Grupo           | Grupo           | Grupo           | Grupo           | Grupo           | Grupo           |                 |                 |                 |
| País                            | Moneda          | CAO             | CEN-SAD         | CEDEAO          | CEEAC           | COMESA          | IGAD            | SADC            | UMA             |                 |                 |                 |
| Burundi                         | BIF             | 2007            |                 |                 | 1985            | 1994            |                 |                 |                 |                 |                 |                 |
| Comoras                         | KMF             |                 | 2007            |                 |                 | 1994            |                 |                 |                 |                 |                 |                 |
| Eritrea                         | ERN             |                 | 1999            |                 |                 | 1994            | 1993            |                 |                 |                 |                 |                 |
| Etiopía                         | ETB             |                 |                 |                 |                 | 1994            | 1986            |                 |                 |                 |                 |                 |
| Kenia                           | KES             | 2001            | 2008            |                 |                 | 1994            | 1986            |                 |                 |                 |                 |                 |
| Madagascar                      | MGA             |                 |                 |                 |                 | 1994            |                 | 2005            |                 |                 |                 |                 |
| Malaui                          | MWK             |                 |                 |                 |                 | 1994            |                 | 1980            |                 |                 |                 |                 |
| Mauricio                        | MUR             |                 |                 |                 |                 | 1994            |                 | 1995            |                 |                 |                 |                 |
| Mozambique                      | MZN             |                 |                 |                 |                 |                 |                 | 1980            |                 |                 |                 |                 |
| Ruanda                          | RWF             | 2007            |                 |                 | 1985            | 1994            |                 |                 |                 |                 |                 |                 |
| Seychelles                      | SCR             |                 |                 |                 |                 | 2001            |                 | 1997            |                 |                 |                 |                 |
| Somalia                         | SOS             |                 | 2001            |                 |                 | 2018            | 1986            |                 |                 |                 |                 |                 |
| Sudán del Sur                   | SSP             | 2016            |                 |                 |                 |                 | 2011            |                 |                 |                 |                 |                 |
| Tanzania                        | TZS             | 2001            |                 |                 |                 |                 |                 | 1980            |                 |                 |                 |                 |
| Uganda                          | UGX             | 2001            |                 |                 |                 | 1994            | 1986            |                 |                 |                 |                 |                 |
| Yibuti                          | DJF             |                 | 2000            |                 |                 | 1994            | 1986            |                 |                 |                 |                 |                 |
| Zambia                          | ZMW             |                 |                 |                 |                 | 1994            |                 | 1980            |                 |                 |                 |                 |
| Zimbabue                        | ZWL             |                 |                 |                 |                 | 1994            |                 | 1980            |                 |                 |                 |                 |
| África meridional               |                 |                 |                 |                 |                 |                 |                 |                 |                 |                 |                 |                 |
| País                            | Moneda          | Grupo           | Grupo           | Grupo           | Grupo           | Grupo           | Grupo           | Grupo           | Grupo           |                 |                 |                 |
| País                            | Moneda          | CAO             | CEN-SAD         | CEDEAO          | CEEAC           | COMESA          | IGAD            | SADC            | UMA             |                 |                 |                 |
| Botsuana                        | BWP             |                 |                 |                 |                 |                 |                 | 1980 (SACU)     |                 |                 |                 |                 |
| Lesoto                          | LSL             |                 |                 |                 |                 |                 |                 | 1980 (SACU)     |                 |                 |                 |                 |
| Namibia                         | NAD             |                 |                 |                 |                 |                 |                 | 1990 (SACU)     |                 |                 |                 |                 |
| Sudáfrica                       | ZAR             |                 |                 |                 |                 |                 |                 | 1990 (SACU)     |                 |                 |                 |                 |
| Suazilandia                     | SZL             |                 |                 |                 |                 | 1994            |                 | 1980 (SACU)     |                 |                 |                 |                 |

## Plan de Integración
El Tratado de Abuya establece la consolidación de la Comunidad Económica Africana en seis etapas, a ser concluidas a más tardar el año 2034:
- Etapa 1 (1999): Creación de bloques comerciales regionales (CER) donde éstos no existan.
- Etapa 2 (2007): Fortalecimiento de la integración y armonización entre las Comunidades Económicas Regionales (CER).
- Etapa 3 (2017): Establecimiento de una zona de libre comercio y una unión aduanera en cada CER.
- Etapa 4 (2019): Coordinación y armonización de los sistemas arancelarios y no arancelarios entre las CER con miras a establecer una zona de libre comercio y una unión aduanera continental.
- Etapa 5 (2023): Establecimiento de un Mercado Común Africano.
- Etapa 6 (2028): Establecimiento de una moneda africana única y un Parlamento Africano.

| Estado de Avance del Plan de Integración Económica de la CEA(1) | Estado de Avance del Plan de Integración Económica de la CEA(1) | Estado de Avance del Plan de Integración Económica de la CEA(1) | Estado de Avance del Plan de Integración Económica de la CEA(1) | Estado de Avance del Plan de Integración Económica de la CEA(1) | Estado de Avance del Plan de Integración Económica de la CEA(1) | Estado de Avance del Plan de Integración Económica de la CEA(1) | Estado de Avance del Plan de Integración Económica de la CEA(1) | Estado de Avance del Plan de Integración Económica de la CEA(1) |
| Etapas                                                          | Etapa 1 1994-1999                                               | Etapa 2 2000-2007                                               | Etapa 2 2000-2007                                               | Etapa 3 2008-2017                                               | Etapa 3 2008-2017                                               | Etapa 4 2018-2019                                               | Etapa 5 2020-2023                                               | Etapa 6 2024-2028                                               |
| --------------------------------------------------------------- | --------------------------------------------------------------- | --------------------------------------------------------------- | --------------------------------------------------------------- | --------------------------------------------------------------- | --------------------------------------------------------------- | --------------------------------------------------------------- | --------------------------------------------------------------- | --------------------------------------------------------------- |
|                                                                 | Creación CERs                                                   | Armonización                                                    | Eliminación de Aranceles                                        | Zona de Libre Comercio                                          | Unión Aduanera Regional                                         | Unión Aduanera Continental                                      | Mercado Común Africano                                          | Moneda Única                                                    |
|                                                                 |                                                                 | en curso                                                        | pendiente                                                       | pendiente                                                       | Dependiente del término de la Etapa 3                           | Dependiente del término de la Etapa 4                           | Dependiente del término de la Etapa 5                           |                                                                 |
| IGAD                                                            |                                                                 |                                                                 | en curso                                                        | pendiente                                                       | Dependiente del término de la Etapa 3                           | Dependiente del término de la Etapa 4                           | Dependiente del término de la Etapa 5                           | pendiente                                                       |
| SADC                                                            |                                                                 |                                                                 |                                                                 |                                                                 | Dependiente del término de la Etapa 3                           | Dependiente del término de la Etapa 4                           | Dependiente del término de la Etapa 5                           | 2013                                                            |
| CEN-SAD                                                         |                                                                 |                                                                 | pendiente                                                       | pendiente                                                       | Dependiente del término de la Etapa 3                           | Dependiente del término de la Etapa 4                           | Dependiente del término de la Etapa 5                           | pendiente                                                       |
| ECOWAS                                                          |                                                                 |                                                                 |                                                                 |                                                                 | Dependiente del término de la Etapa 3                           | Dependiente del término de la Etapa 4                           | Dependiente del término de la Etapa 5                           | 2015                                                            |
| COMESA                                                          |                                                                 |                                                                 |                                                                 |                                                                 | Dependiente del término de la Etapa 3                           | Dependiente del término de la Etapa 4                           | Dependiente del término de la Etapa 5                           |                                                                 |
| ECCAS                                                           |                                                                 |                                                                 |                                                                 |                                                                 | Dependiente del término de la Etapa 3                           | Dependiente del término de la Etapa 4                           | Dependiente del término de la Etapa 5                           | sin fecha                                                       |
| CAO                                                             |                                                                 |                                                                 |                                                                 |                                                                 | Dependiente del término de la Etapa 3                           | Dependiente del término de la Etapa 4                           | Dependiente del término de la Etapa 5                           |                                                                 |

(1) al año 2013, según informe Status of Integration in Africa (SIA IV).

## Transición a la Unión Africana
En la década de los años 1990 se unieron otros estados africanos a la organización, totalizando 53 Estados miembros de la OUA/AEC al año 2002. En la necesidad de modernizar las políticas de integración y actualizar la estructura de la OUA/AEC, el año 2002 se reemplazó dicha organización por la actual Unión Africana, la que recoge gran parte de los compromisos y estrategias de la anterior, incluyendo el plan de integración económica, pero a la vez introduce nuevos lineamientos y estructura organizacional.